# Leichtathletik-Weltmeisterschaften 2011/Teilnehmer (Amerikanische Jungferninseln)
| Gelbes Symbol für Goldmedaillen mit stilisierten Olympischen Ringen | Graues Symbol für Silbermedaillen mit stilisierten Olympischen Ringen | Braundes Symbol für Bronzemedaillen mit stilisierten Olympischen Ringen |
| ------------------------------------------------------------------- | --------------------------------------------------------------------- | ----------------------------------------------------------------------- |
| —                                                                   | —                                                                     | —                                                                       |

Der Leichtathletik-Verband der Amerikanischen Jungferninseln stellte bei den Leichtathletik-Weltmeisterschaften 2011 im koreanischen Daegu drei Teilnehmer.

## Ergebnisse

### Männer

#### Laufdisziplinen
| Athlet         | Disziplin | Vorlauf | Vorlauf | Halbfinale    | Halbfinale    | Finale        | Finale        |
| Athlet         | Disziplin | Zeit    | Platz   | Zeit          | Platz         | Zeit          | Platz         |
| -------------- | --------- | ------- | ------- | ------------- | ------------- | ------------- | ------------- |
| Calvin Dascent | 200 m     | 21,15 s | 42      | ausgeschieden | ausgeschieden | ausgeschieden | ausgeschieden |
| Tabarie Henry  | 400 m     | 45,22 s | 10      | 45,53 s       | 10            | 45,55 s       | 7             |

### Frauen

#### Laufdisziplinen
| Athletin      | Disziplin | Vorlauf | Vorlauf | Halbfinale | Halbfinale | Finale        | Finale        |
| Athletin      | Disziplin | Zeit    | Platz   | Zeit       | Platz      | Zeit          | Platz         |
| ------------- | --------- | ------- | ------- | ---------- | ---------- | ------------- | ------------- |
| Allison Peter | 200 m     | 23,17 s | 20      | 23,56 s    | 21         | ausgeschieden | ausgeschieden |